# Simca-Talbot Horizon
Pour les articles homonymes, voir Horizon.
 (avril 2023).
Si vous disposez d'ouvrages ou d'articles de référence ou si vous connaissez des sites web de qualité traitant du thème abordé ici, merci de compléter l'article en donnant les références utiles à sa vérifiabilité et en les liant à la section « Notes et références ».

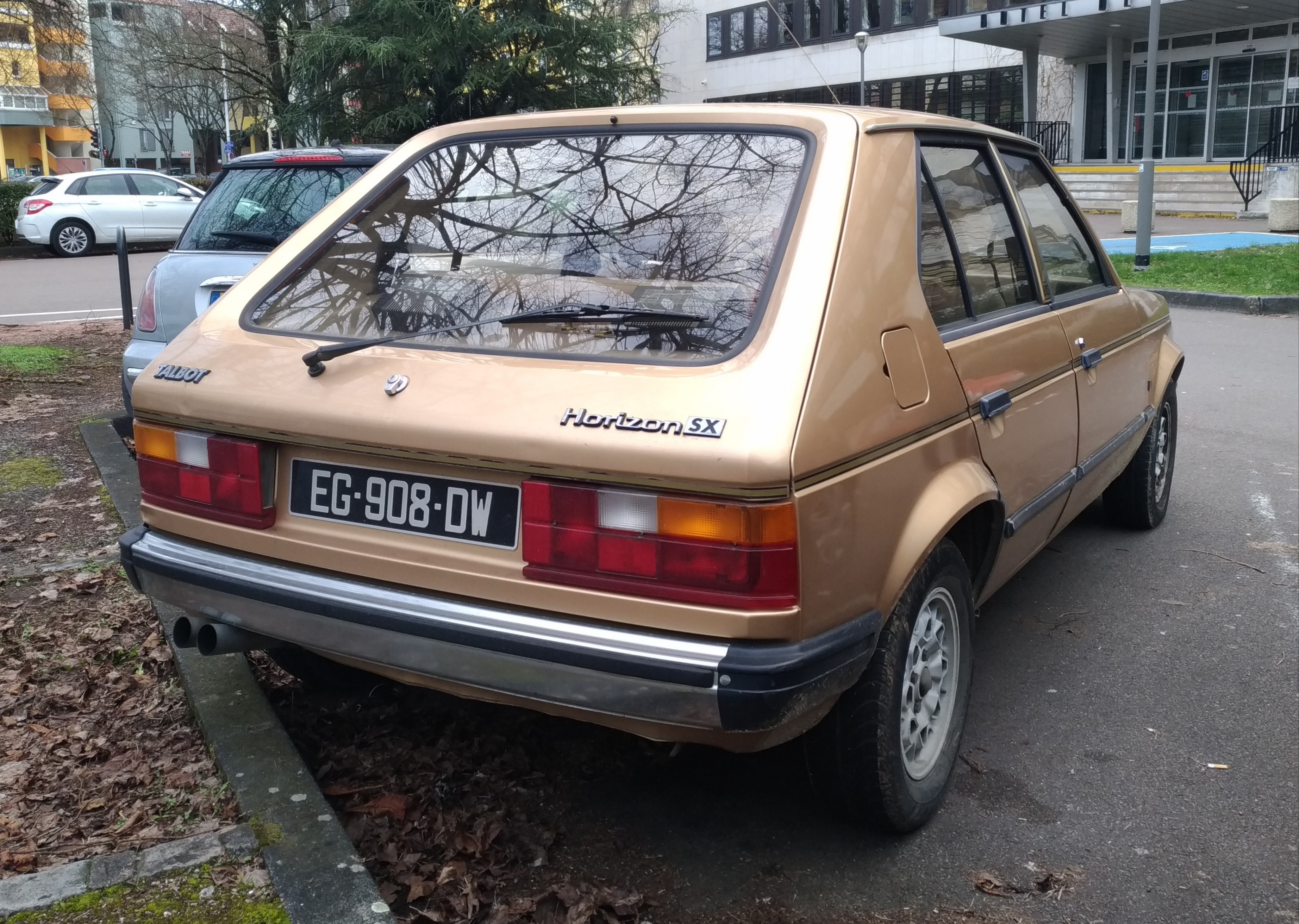
Talbot Horizon SX

La Simca-Chrysler-Talbot Horizon est une automobile compacte présentée en octobre 1977 au Maroc et commercialisée à partir du mois de janvier 1978. Elle reprend les recettes du succès de sa devancière, la Simca 1100.
Elle porte le nom de « Simca-Chrysler Horizon », « Simca-Chrysler-Talbot Horizon » puis « Talbot Horizon » après le rachat du groupe Chrysler-Europe, dont fait partie la marque Simca, par PSA en 1978, qui renomme toutes les marques de Chrysler-Europe sous un seul et même nom: Talbot. Elle obtient le trophée européen de la voiture de l'année en février 1979, mais est victime du contexte économique morose : les ventes diminuent régulièrement, jusqu'à sa condamnation définitive, d'abord en France en 1985, puis en Espagne en 1987. Sa remplaçante, qui devait s'appeler « Talbot Arizona », est lancée en 1985, mais sous le nom de « Peugeot 309 ». PSA avait en effet décidé entre-temps de condamner définitivement sa troisième marque. Elle a été largement produite et vendue aux États-Unis sous les noms de Dodge Omni et Plymouth Horizon.

## Historique de l'Horizon
C'est le centre d'études de Chrysler France à Carrières-sous-Poissy qui est chargé de la conception de l'Horizon. Les activités du style Chrysler Europe étaient regroupées à Whitley en Angleterre sous la direction de Roy Axe. Dans le viseur de Chrysler devait se trouver la VW Golf dont les proportions et le dessin semble avoir servi d’inspiration. 100 VW Golf (appelées VW Rabbit aux États-Unis) avaient été achetées par Chrysler Corp.

## Phase 1

### Millésime 1978
Trois finitions de l'Horizon sont disponibles à son lancement :
- L'Horizon LS est équipée du « moteur Poissy » de 1 118 cm3, 55 ch DIN, 6 CV, le seul moteur de la gamme fonctionnant encore à l'essence ordinaire. Cette version bénéficie de l’équipement de base, avec ceintures de sécurité à enrouleur à l’avant, tablette arrière rabattable et dégivrage de la lunette arrière.
- L'Horizon GL est équipée du « moteur Poissy » de 1 118 cm3, 59 ch DIN, 6 CV, fonctionnant au super. L’équipement se voit amélioré avec une montre à aiguilles, un pré-équipement radio, un garnissage intégral des portières, un compteur journalier, un allume-cigare, une console centrale…
- L'Horizon GLS est équipée du « moteur Poissy » de 1 294 cm3 68 ch DIN, 7 CV. C’est le modèle haut de gamme : calandre chromée, appui-tête à l’avant, pare-brise feuilleté, baguettes d’entourage des portières, bandeau noir autour de la carrosserie, contre-portes en tissu, voltmètre, manomètre de pression d’huile, phares à iode H4, cache-moyeux de roues en noir, montre digitale, éclairage de coffre, plafonnier avec lecteur de cartes… Avec en option, les essuie-phares, et les répétiteurs d’ailes…

### Millésime 1979
Tous les modèles disposent désormais de ceintures de sécurité à l’arrière, devenues obligatoires. La prise de diagnostic apparaît également, et l’on peut voir sur les ailes un monogramme indiquant la cylindrée du véhicule.
- L'Horizon LS reçoit le « moteur Poissy » de 1 118 cm3 de la GL, fonctionnant au super.
- L'Horizon GL reçoit le « moteur Poissy » de 1 294 cm3 de la GLS, ou alors un 1 294 cm3 à bas taux de compression, fonctionnant à l’ordinaire.
- L'Horizon GLS reçoit le « moteur Poissy » de 1 442 cm3, 69 ch DIN, 7 CV. Elle se voit également dotée d’un essuie-glace arrière. Et en option, le Kit Performances : carburateur double corps, poussant le moteur à 83 ch.
- L’Horizon SX équipée du « moteur Poissy » de 1 442 cm3 , 83 ch DIN, 7 CV vient compléter la gamme Horizon. L’équipement est celui de la GLS, avec en plus une boîte automatique à trois rapports, un régulateur de vitesse, un ordinateur de bord, des sièges en velours et les enjoliveurs de roues.

En mars 1979, la première série limitée Jubilé est disponible à l'occasion du trophée européen de la voiture de l'année remporté par l'Horizon. Elle est équipée du moteur de la SX et des finitions de la GLS. Elle reçoit une peinture bi-ton séparée par un liseré, de jantes alus, un intérieur velours.

### Millésime 1980
L'ensemble de la gamme arbore les trois marques : Pentastar Chrysler sur la calandre, monogramme Talbot sur le capot, et monogramme Simca sur le hayon de coffre.
- L'Horizon LS perd ses accoudoirs à l’arrière qui sont remplacés par des tire-portes. Les cendriers arrière sont également supprimés.
- L'Horizon GL perd le haut de ses contre-portes, sa console centrale, ses filets chromés sur la calandre.
- L'Horizon GLS perd ses phares à iodes H4 qui sont remplacés par des codes européens.
- L'Horizon SX gagne des baguettes latérales sur les portières à la place des bandes décoratives.

En mars, apparition de la série limitée « Spécial ». Cette série est basée sur la GLS avec Kit Performances 83 ch. Elle reçoit des jantes alliage léger (Amil), un décor latéral et de hayon spécifiques, proche de la Talbot Sunbeam Lotus, un intérieur spécifique « pied-de-poule », des entourages de vitres noirs et des pare-chocs noirs. Elle est toutefois démunie de console centrale, d’accoudoirs à l’arrière et de ceintures à enrouleurs à l’arrière. Trois teintes sont disponibles : Noir Onyx (bandes grises), Rouge Vallelunga (bandes noires, jantes blanches), Blanc Ibiza (bandes noires et jantes blanches).

### Millésime 1981
L'ensemble de la gamme voit les monogrammes Simca et Chrysler disparaitre, le monogramme Talbot est modifié, le lettrage est plus épais. Sur la calandre comme sur le cache-moyeu du volant, apparition du T cerclé. Et les modèles reçoivent un compteur kilométrique à 6 chiffres.
- L'Horizon LS ne subit pas de modifications notables par rapport à l'année précédente.
- L'Horizon GL et GLS reçoivent des baguettes latérales de protection. L'Horizon GL est disponible en version économique « moteur Poissy » 1 442 cm3 de 65 ch (la GL économique). Le principal argument de vente est sa faible consommation : 5,5L/100 km. Cette série a la particularité d'avoir un éconoscope qui indique, en fonction de la vitesse et du régime moteur, si la consommation de carburant est trop élevée. En janvier 1981, disparition de la GL 1.3.
- L'Horizon S remplace la GLS option performances. Elle reçoit une déco spécifique, elle a un monogramme S sur le hayon et l'inscription S sur les ailes, des entourages de vitres noirs, des pare-chocs noirs, et un compte-tours linéaire a diodes.

### Millésime 1982
L'ensemble de la gamme reçoit de nouveaux commodos. L'Horizon S disparaît du catalogue.
- L'Horizon GL retrouve sa console centrale et les vide-poches dans les portières avant. Elle peut recevoir en option la boîte automatique à 3 rapports de la SX.
- L'Horizon GLS est dotée de vitres électriques à l'avant, du compte-tours linéaire à diodes de la S et de la fermeture centralisée en option. Elle reçoit en outre le carburateur double corps du Kit Performances de série, poussant le moteur à 83 ch.
- L'Horizon SX reçoit des vitres électriques et la fermeture centralisée des 4 portes de série.
- L'Horizon Ultra est proposée. Ce modèle est basé sur la LS. La vocation de l'Ultra est de stimuler les ventes des bas de gamme. Elle reçoit de série la radio, des jantes alliage, pneus larges, des sièges en tissu écossais avec appuie-têtes, des pare-chocs noirs, et une peinture métallisée avec des bandes noires dégradées, proches de celles de la SPL.
- L'Horizon EX reçoit le moteur « moteur Poissy » 1 442 cm3 de 65 ch de la GL avec l'éconoscope, et l'équipement de la GLS. Puis en mars 1982, apparition de l'EX5. La finition et la motorisation sont les mêmes que celles de l'EX, mais avec une boîte 5 vitesses (BE1/5, d'origine PSA), des vitres teintées et une peinture métallisée.

## Phase 2

### Millésime 1983
L'ensemble de la gamme reçoit des pare-chocs noirs, voit son habitabilité améliorée de 6 cm à l'arrière et une augmentation du volume du coffre de 10 % grâce au rehaussement de la tablette arrière ce qui entraîne le noircissement du bas de la lunette arrière pour masquer le contenu du coffre qui devenait visible de l'extérieur du véhicule. La SX est supprimée du catalogue.
- L'Horizon GLS reçoit une boîte 5, des nouvelles jantes tôle en alvéoles avec enjoliveurs, la direction assistée est en option.
- L'Horizon EX reçoit une boîte 5, l'EX boîte 4 n'est plus proposée. L'EX-5 et l'EX ne font plus qu'une sous le nom EX.
- L'Horizon Ultra perd ses jantes alu au profit de jantes tôle avec enjoliveurs, ainsi que sa déco latérale pour une peinture bi-ton : gris Futura / gris Onagre. Elle reçoit des sièges velours avec appuie-tête.

L'Horizon LD et EXD sont des versions diesel de l'Horizon disponible avec le « moteur XUD » de 1 905 cm3 développant 65 ch d'origine PSA. L'Horizon est la première à être équipée de ce moteur. Deux finitions sont disponibles. La LD basée sur la LS, avec boîte 5 et direction assistée en option. L'EXD basée sur l'EX, vitres électriques et boîte 5 vitesses de série, direction assistée et fermeture centralisée en option.
L'Horizon Premium un haut de gamme de l'Horizon est présenté. Elle est équipée du « moteur Poissy » de 1 592 cm3 90 ch déjà monté sur les Simca-Talbot 1510 et Simca-Talbot Solara. Elle dispose de jantes en alliage, de la direction assistée, de la fermeture centralisée, du compte-tours à diodes, d'une montre digitale, d'une boîte 5 vitesses, de sièges en Tweed, d'une moquette épaisse. Sur les ailes avant, des monogrammes « Premium » sont apposés, et un logo représentant une couronne est placé sur le hayon.

### Millésime 1984
Sur tous les modèles, ajout d'un témoin d'alerte de température d'eau, et d'un témoin de détection d'eau dans le filtre à mazout sur les versions Diesel. L'ensemble de la gamme est désormais équipé d'un pare-brise feuilleté. Les compte-tours linéaires à diodes sont remplacés par des compte-tours digitaux intégrés au combiné, à la place du manomètre de pression d'huile. Les montres digitales jusqu'alors d'origine Talbot sont remplacées par des montres digitales PSA (origine 205) sur la GLS et la Premium, tout comme les vide-poches (origine 505) et les pommeaux de levier de vitesse (origine 504/505).
- Les Horizon EX et EXD perdent la montre digitale, au profit d'une montre à quartz. L'ensemble des modèles équipés de sièges en velours se voient attribuer des sièges en tissu.
- L'Horizon Premium récupère les sièges en velours (le tweed disparaît) ainsi que des garnitures de portes avec insert de velours (spécifique à la Premium). En outre, elle est désormais équipée d'un bouchon de réservoir fermant à clef.
- L'Horizon Ultra perd sa peinture bi-tons, elle est désormais peinte uniformément en gris futura, avec un monogramme "ULTRA" en bas des ailes avant.

La série limitée Sherlock sur la base de l'Horizon LS est proposée, « moteur Poissy » 1 118 cm3, 59 ch DIN. Elle bénéficie d'une peinture métallisée (brun Tibétain ou rouge Syracuse), d'un liseré de caisse avec monogramme "Sherlock" sur les ailes arrière, monogramme couronne (identique à la Premium) sur le hayon, enjoliveurs de Solara SX, toutes vitres teintées, baguettes latérales de protection, lave-vitre et essuie-vitre de glace arrière, calandre chromée. Autre particularité de la Sherlock : le bandeau noir autour de la vitre de hayon. L'intérieur est très "British" : pommeau de levier de vitesses en bois, tout comme la planche de bord et les inserts des garnitures de portes. Tissus écossais (carreaux) pour les sièges, avec appuie-tête. Elle dispose de série d'un équipement radio et d'une montre à quartz (contrairement à la LS). Cette série est la seule à ne disposer d'aucune option.

### Millésime 1985
Plusieurs évolutions sur l'ensemble de la gamme : Les baguettes latérales de protection sont plus larges. Le T cerclé du cache-moyeu du volant change. Le combiné change aussi, il est désormais orné d'un liseré orange et d'un marquage « Horizon ». Les boutons poussoirs changent aussi, ils sont désormais identiques à ceux de la Solara. Les pommeaux de levier de vitesse sont tous d'origine Peugeot. Et comme à Poissy, on essaye de réduire les stocks, certains modèles de la gamme Horizon se verront attribuer des appuis-tête ajourés, en plastique, provenant de la Samba.
- L'Horizon LS peut recevoir un essuie/lave vitre de hayon, une boîte 5 et des appuie-tête (options).
- L'Horizon GL se voit attribuer un spoiler avant et une boîte 5 vitesses.
- L'Horizon GLS reçoit des sièges en tissu type « Sherlock », et des inserts sur les contre portes de ce même tissu. La boîte automatique à 3 rapports est en option.
- L'Horizon D remplace l'Horizon LD et EXD. L'équipement reste identique à celui de l'EXD. L'EX disparaît du catalogue

L'Horizon Premium est toujours équipée de sièges et contre portes avec inserts en velours, mais la qualité change : il est désormais plus épais, plus joli aussi, mais vieillira bien plus mal (velours Vidocq, origine Peugeot, on le retrouvera entre autres sur la 309 SR l'année suivante).
Puis juin 1985 : Arrêt de la production de l'Horizon. La production survivra en Espagne jusqu'en 1987, et aux États-Unis d'Amérique jusqu'en 1990 pour les versions américaines (Dodge Omni et Plymouth Horizon).

## La Talbot Horizon à la télévision
Dans la saison 3 de la série Engrenages, Patricia roule dans une Talbot Horizon GLS bleue. Dans la saison 4 de la même série, le même véhicule est conduit cette fois ci par Amina.
Dans le film Le Marginal, Jean-Paul Belmondo roule dans une Talbot Horizon rouge.
Dans le film Talons aiguilles, le personnage de Rebecca Giner incarné par Victoria Abril est transféré de la prison au tribunal à bord d'une Talbot Horizon de 1983 sérigraphiée aux couleurs des forces de police espagnoles de la ville de Madrid.
Dans le film La Délicatesse (2011), Audrey Tautou, accompagnée de François Damiens, apparaît au volant d'une Talbot Horizon (GLS millésime 82).Dans le film Maman, j'ai raté l'avion !, le livreur de pizza au début du film conduit la version américaine, la Plymouth Horizon.

## Total des ventes
- 1978 : 208 000
- 1979 : 222 000
- 1980 : 159 000
- 1981 : 107 000
- 1982 : 82 000
- 1983 : 59 000
- 1984 : 27 000
- 1985 : 4 600
- Total : 869 000

## La Simca Chrysler Horizon à l'étranger
Introduite sur le marché français à l'été 1978, elle y a été vendue initialement sous la marque Simca puis, rapidement et comme partout en Europe, elle porta le badge Chrysler. À la suite du rachat de Chrysler Europe par Peugeot en 1978, les marques Chrysler et Simca ont été abandonnées et remplacée par la marque Talbot sur tous ses marchés européens. Aux États-Unis, elle s'est toujours appelée Dodge Omni et Plymouth Horizon.
L'Horizon était censée être une « voiture mondiale », c'est-à-dire qu'elle était conçue pour les consommateurs des deux côtés de l'Atlantique mais les versions européenne et nord-américaine se sont avérées avoir de réelles divergences techniques. Née de la nécessité de remplacer rapidement la Simca 1100 vieillissante et devenue obsolète face à la concurrence, l'Horizon a été conçue essentiellement comme une version raccourcie de la Simca 1307, donnant au véhicule un aspect inhabituellement large pour sa longueur.
Le modèle Horizon a été largement fabriqué à l'étranger :
- Espagne - 167 642 exemplaires ont été produits de 1980 à 1987 dans l'usine Chrysler de Villaverde (Madrid), ex Barreiros,
- Royaume-Uni - avec sa carrosserie due à Roy Axe du cabinet de design Whitley, elle a été fabriquée de 1982 à 1986 dans l'usine Chrysler de Rayton (ex Rootes), et commercialisée sous la marque Chrysler dès le début, elle était en tout point identique au modèle français,
- Finlande - 17 931 exemplaires ont été fabriqués entre 1979 et 1985 par Saab-Valmet et commercialisés sous le label Saab-Valmet Horizon comportant 30 % de composants Saab[4]. Le modèle finlandais se distinguait principalement par les pare-chocs de sécurité typiques de Saab, les essuie-phares obligatoires. Le hayon était entouré de déflecteurs d'air, rendant inutile l'essuie-glace arrière. Le châssis était renforcé et les passages de roues protégés par des ailes intérieures en plastique, comme sur les modèles Fiat 131, 132 et suivants. L'intérieur montait des sièges avant Saab et les matériaux de rembourrage, les coutures et les couleurs de peinture faisaient partie des standards Saab. Saab-Valmet a présenté un prototype d'Horizon à 7 portes[4].
- États-Unis - connue comme Dodge Omni et Plymouth Horizon, elle était équipée de 3 moteurs essence au choix, 1,6 et 2,2 litres américains et un moteur 1,7 litres Volkswagen de 1978 à 1990.

### Les versions nord-américaines de l'Horizon

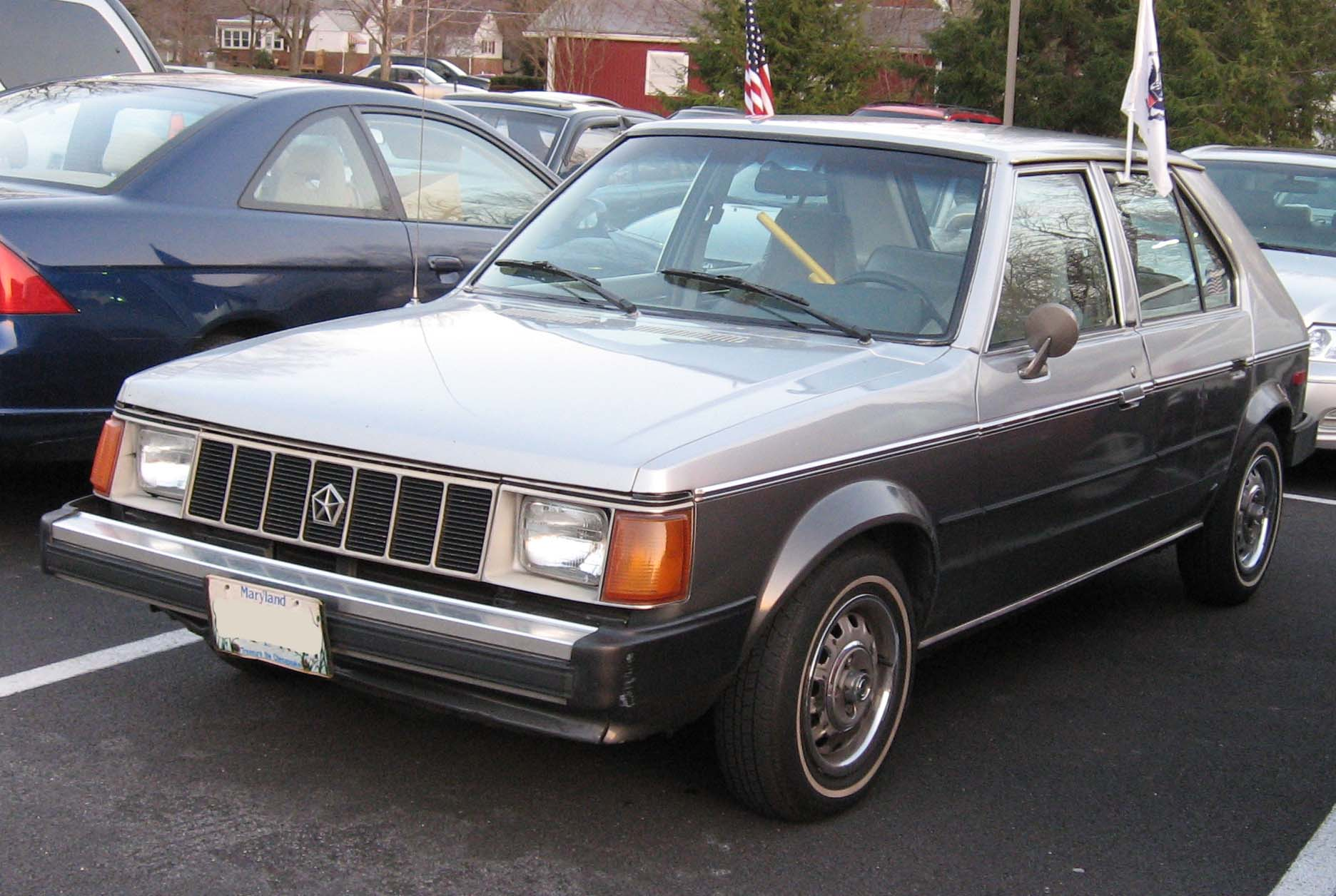
Plymouth Horizon.

Chrysler avait conservé tous les droits sur le modèle Hillman Avenger (en) ainsi que sur la version américaine de l'Horizon. Peugeot a donc été contraint de conserver le logo Chrysler "Pentastar" sur la Simca-Talbot Horizon américaine. Chrysler aurait voulu lancer la production de la voiture en Argentine lorsque les ventes européennes ont pris fin en 1981, mais la crise économique qui sévissait alors en Amérique du Sud l'en a empêché.
La version américaine de l'Horizon a continué à être produite aux États-Unis sous le label Plymouth Horizon et Dodge Omni jusqu'en 1990, trois ans après le dernier modèle européen. Un coupé a été disponible de 1979 à 1982 et la Dodge Omni a connu une version modifiée, la Dodge Omni 024, et une version survitaminée, la Dodge Omni GLH/Shelby GLH-S.
De 1977 à 1990, Chrysler Corporation a produits les modèles Omni et Horizon dans son usine de Belvidere (en) dans l'Illinois,
|       | Hayon   | 024     | GLH    | Total   |
| ----- | ------- | ------- | ------ | ------- |
| 1978  | 70 971  | -       | -      | 70 971  |
| 1979  | 71 556  | 46 781  | -      | 118 337 |
| 1980  | 67 279  | 51 731  | -      | 119 010 |
| 1981  | 78 875  | 35 983  | –      | 114 858 |
| 1982  | 31 210  | 26 234  | –      | 57 444  |
| 1983  | 42 554  | –       | –      | 42 554  |
| 1984  | 68 070  | –       | –      | 68 070  |
| 1985  | 67 614  | –       | 6 513  | 74 127  |
| 1986  | 69 951  | –       | 3 629  | 73 580  |
| 1987  | 66 907  | –       | –      | 66 907  |
| 1988  | 59 887  | –       | –      | 59 887  |
| 1989  | 37 720  | –       | –      | 37 720  |
| 1990  | 16 531  | –       | –      | 16 531  |
| Total | 749 125 | 160 729 | 10 142 | 919 996 |

|       | Hayon   | TC3/Turismo | Total     |
| ----- | ------- | ----------- | --------- |
| 1978  | 95 817  | -           | 95 817    |
| 1979  | 86 214  | 54 249      | 140 463   |
| 1980  | 85 751  | 59 527      | 145 278   |
| 1981  | 83 008  | 56 773      | 139 781   |
| 1982  | 37 196  | 37 856      | 75 052    |
| 1983  | 46 471  | 32 065      | 78 536    |
| 1984  | 78 564  | 49 716      | 128 280   |
| 1985  | 88 011  | 52 162      | 140 173   |
| 1986  | 84 508  | 46 387      | 130 895   |
| 1987  | 79 449  | 24 104      | 103 553   |
| 1988  | 61 715  |             | 61 715    |
| 1989  | 37 794  | –           | 37 794    |
| 1990  | 16 034  | –           | 16 034    |
| Total | 880 532 | 412 839     | 1 293 371 |

#### Les variantes
Chrysler a lancé plusieurs variantes sur la base de la plate-forme "L" : les berlines à 3 portes Dodge Omni 024 / Plymouth TC3 (renommées Dodge Charger / Plymouth Turismo) et la Dodge Rampage / Plymouth Scamp ainsi que l'Omni GLH turbo renommée Shelby GLH-S (en).